# 伊藤高史 (社会学者)
伊藤 高史（いとう たかし、1967年 - ）は、日本の社会学者、同志社大学教授。専門はメディア社会学。

## 来歴・人物
東京生まれ。1989年学習院大学法学部卒、1998年慶應義塾大学大学院法学研究科博士課程修了、「差別的表現の自主規制と表現の自由 表現の自由への新しいアプローチを目指して」で博士（法学）。1991年社団法人日本新聞協会職員、2004年慶應義塾大学メディア・コミュニケーション研究所助教授、2006年創価大学文学部助教授、2010年教授、2014年同志社大学社会学部教授。

## 著書
- 『「表現の自由」の社会学 差別的表現と管理社会をめぐる分析』八千代出版 2006
- 『ジャーナリズムの政治社会学 報道が社会を動かすメカニズム』世界思想社 2010

### 共著
- 『真実のイスラエル』鶴木真共著 同友館 1993
- 『メディア産業論』湯淺正敏,宿南達志郎,生明俊雄,内山隆共著 有斐閣コンパクト 2006

## 論文
- Cinii

## 注
1. ↑  『ジャーナリズムの政治社会学』著者紹介